# Щитна
Щи́тна (пол. Szczytna, нім. Rückers) — місто в південно-західній Польщі, в центральних Судетах.
Належить до Клодзького повіту Нижньосілезького воєводства.

## Демографія
Демографічна структура станом на 31 березня 2011 року:
|          | Загалом | Допрацездатний вік | Працездатний вік | Постпрацездатний вік |
| -------- | ------- | ------------------ | ---------------- | -------------------- |
| Чоловіки | 2674    | 439                | 2000             | 235                  |
| Жінки    | 2670    | 389                | 1691             | 590                  |
| Разом    | 5344    | 828                | 3691             | 825                  |